# Acanthodelta saboeaereginae
Acanthodelta saboeaereginae là một loài bướm đêm trong họ Noctuidae.